# Scott Eastwood
Scott Eastwood (tên khai sinh: Scott Clinton Reeves; sinh ngày 21 tháng 3 năm 1986) là một diễn viên, người mẫu Hoa Kỳ. Anh từng tham gia trong các phim điện ảnh như Flags of Our Fathers (2006), Gran Torino (2008), Invictus (2009), The Forger (2012), Trouble with the Curve (2012), Texas Chainsaw (2013), Fury (2014), The Longest Ride (2015), Mercury Plains (2016), Suicide Squad (2016), Snowden (2016), The Fate of the Furious (2017), Pacific Rim Uprising (2018).
Scott cũng làm người mẫu cho nhãn hiệu nước hoa Cool Water của Davidoff. Anh là con út của diễn viên Clint Eastwood.